# Talarurus
Talarurus ( "Korgsvans" ) var en växtätande, bepansrad dinosaurie som levde i nuvarande Gobiöknen i Mongoliet. Man daterar den till slutet av kritaperioden, för cirka 95-85 miljoner år sedan. 

## Beskrivning
Talarurus var en typisk ankylosaurie. Den hade starkt pansar på ryggen och var tung i kroppen. Den hade fyra korta ben och en lång och låg, tunnaformad kropp med bred, rund rygg. Huvudet var proportionerligt litet, mer hästlikt än andra ankylosauriders, med tätt sittande näsborrar och relativt lång hals. Som många andra ankylosaurider hade Talarurus en benklubba i änden på svansen, som troligen stärktes av starka senor. Klubban var dock vekare än andra ankylosauriers. Den kan ha varit ett vapen mot mindre rovdjur såsom dromaeosaurider.